# اجریفیه
اجریفیه (به فرانسوی: Jraifia) یک منطقهٔ مسکونی در مراکش است که در استان بوجدور واقع شده‌است. اجریفیه ۸۱۸٫۸۹ کیلومتر مربع مساحت و ۹۵۰ نفر جمعیت دارد.